# Bert Bos
Bert Bos es un científico de la computación neerlandés, reconocido especialmente como de uno de los autores de la primera especificación de hojas de estilo en cascada.

## Trayectoria profesional
Bert Bos estudió matemática en la Universidad de Groningen en los Países Bajos entre 1982 y 1987 y se doctoró en 1993 presentando una tesis sobre desarrollo rápido de interfaces de usuario usando el lenguaje de guion Gist.
En 1994, Bert trabajaba en el desarrollo del navegador web Argo, que incluía su propio sistema para aplicar estilos en páginas web conocido como Stream-based Style Sheet Proposal. Luego de que Håkon Wium Lie publicara el 10 de octubre de 1994 el primer borrador de la especificación de hojas de estilo en cascada (bajo el título Cascading HTML Style Sheets), Bos se comunicó con él interesado en unir fuerzas. Bert Bos y Håkon Wium Lie hacen su primera presentación conjunta sobre hojas de estilo el 14 de abril de 1995 en la conferencia de World Wide Web en Darmstadt, Alemania; en ese momento Bos demostró la implementación de hojas de estilo en Argo.
En octubre de 1995 se une al World Wide Web Consortium (formando parte de la sede del Institut National de Recherche en Informatique et en Automatique en Sophia Antípolis) creando y liderando el grupo de trabajo para actividades de internacionalización para asegurar que los formatos y protocolos definidos por el World Wide Web Consortium sean aplicables en todos los idiomas. A finales de 1995 el World Wide Web Consortium creó un grupo dedicado al desarrollo de HTML (HTML Editorial Review Board) del que Bos formaría parte especializandosé en el tema de hojas de estilo.
El 17 de diciembre de 1996 publica junto a Håkon Wium Lie la primera especifación de hojas de estilo en cascada.
Bos se unió como editor al grupo de trabajo específico para hojas de estilo (conocido como Cascading Style Sheets and Formatting Properties Working Group) cuando fue creado en febrero de 1997. Este grupo se encargaría de las siguientes versiones de la especificación; Bert Bos es uno de los editores de las versiones 2 y 2.1, además de ser editor de diferentes módulos de la versión 3
Formando parte del World Wide Web Consortium también ha hecho aportes en HTML y XML.
Actualmente lidera el grupo de trabajo dedicado a hojas de estilo y el dedicado a MathML.

## Libros publicados
- Cascading Style Sheets, designing for the Web, Håkon Wium Lie y Bert Bos, ISBN 0-321-19312-1